# Acerodon humilis
Acerodon humilis là một loài động vật có vú trong họ Pteropodidae, bộ Dơi. Loài này được K. Andersen mô tả năm 1909.

## Hình ảnh

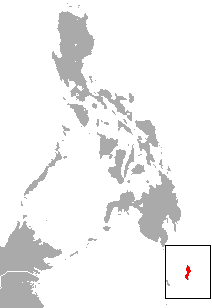